# Les Forques
Les Forques – miejscowość w Hiszpanii, w Katalonii, w prowincji Girona, w comarce Alt Empordà, w gminie Vilafant.
Według danych INE z 2005 roku miejscowość zamieszkiwało 1 315 osób.